# Osowce (rejon stoliński)
Osowce (biał. Асаўцы; ros. Осовцы) – wieś na Białorusi, w obwodzie brzeskim, w rejonie stolińskim, w sielsowiecie Widzibór.
W dwudziestoleciu międzywojennym leżały w Polsce, w województwie poleskim, w powiecie stolińskim, w gminie Płotnica. Po II wojnie światowej w granicach Związku Sowieckiego. Od 1991 w niepodległej Białorusi.